# USS Mississippi (SSN-782)
El USS Mississippi (SSN-782) es un submarino nuclear de ataque de la clase Virginia Bloque II de la Armada de los Estados Unidos. El contrato para construirlo se adjudicó a Electric Boat Division de General Dynamics Corporation en Groton, Connecticut, el 14 de agosto de 2003. La quilla del Mississippi se colocó el 9 de junio de 2010.  Mississippi fue bautizado el 3 de diciembre de 2011 en General Dynamics Electric Boat en Groton, Connecticut. Allison Stiller, subsecretaria adjunta de la Marina, es la patrocinadora del barco. El submarino fue comisionado en una ceremonia el 2 de junio de 2012 en Pascagoula, Mississippi. El SSN-782 se entregó 12 meses antes de lo previsto y 60 millones de $ por debajo del coste planificado.
El 25 de noviembre de 2014, el Mississippi llegó a la Base Conjunta Pearl Harbor-Hickam en Pearl Harbor, Hawái, donde el barco está asignado permanentemente al Escuadrón de Submarinos 1 de la Flota del Pacífico de los Estados Unidos.